# Antipaluria aequicercata
Antipaluria aequicercata är en insektsart som beskrevs av Günther Enderlein 1912. Antipaluria aequicercata ingår i släktet Antipaluria och familjen Clothodidae. Inga underarter finns listade i Catalogue of Life.